# Fegens naturreservat
Fegens naturreservat är namnet på tre naturreservat som omfattar de delar av och omkring sjön Fegen som ligger i respektive län:
- Fegen (naturreservat, Hallands län) - omfattar den del som ligger i Hallands län
- Fegen (naturreservat, Jönköpings län) - omfattar den del som ligger i Jönköpings län
- Fegen (naturreservat, Västra Götalands län) - omfattar den del som ligger i Västra Götalands län